# Polyrhachis macropa
Polyrhachis macropa é uma espécie de formiga do gênero Polyrhachis, pertencente à subfamília Formicinae.